# Anthony Santasiere
Anthony (Tony) Edward Santasiere (* 9. Dezember 1904 in New York City; † 13. Januar 1977 in Hollywood, Florida) war ein US-amerikanischer Schachspieler und -autor.

## Leben
Er wurde als 12. von 13 Kindern einer Familie mit französisch-italienischen Wurzeln in New York geboren. Seine Jugend war von großer Armut geprägt. Im Alter von 17 Jahren gewann er 1922 erstmals die Meisterschaft des Marshall Chess Club. Frank James Marshall überredete daraufhin einen wohlhabenden Schachfreund namens Aldrick Man, die Ausbildung des talentierten Jungen zu finanzieren. Santasiere begann zunächst ein Musikstudium an der Juilliard School, wandte sich dann aber der Mathematik zu. 1923 nahm er an einem Meisterturnier in Lake Hopatcong teil, bei dem er zwar Letzter wurde, aber Remisen gegen seinen Mentor Marshall und David Janowski erzielen konnte. Nach seinem College-Abschluss 1927 arbeitete Santasiere als Lehrer an einer Schule in der Bronx.
Von 1930 bis 1963 war er als Kommentator für die Schachzeitschrift American Chess Bulletin tätig. Er nahm in ununterbrochener Folge an 34 Meisterschaften des Marshall Chess Club teil, von denen er sechs gewinnen konnte. 1945 gewann er die US Open und wurde in die Mannschaft für einen über Radio ausgetragenen Vergleichskampf gegen die Sowjetunion berufen, bei dem er allerdings an Brett 10 beide Partien gegen David Bronstein verlor. Insgesamt gewann Santasiere in seiner Karriere viermal die Meisterschaft des Staates New York und nahm an vier Landesmeisterschaften der USA teil. Sein bestes Ergebnis erzielte er dabei 1946 mit einem dritten Platz. Er spielte nur ein einziges Turnier im Ausland, in Mailand 1953, das er auch gewann. 1957 gelang es ihm, eine Partie gegen das aufstrebende Talent Bobby Fischer zu gewinnen. Bis 1960 spielte er in der Metropolitan League von New York.
Mitte der 1960er Jahre zog er nach Florida und spielte nur noch in einigen kleineren lokalen Turnieren. Wegen einer Herzkrankheit zog er sich dann vom Schach zurück und widmete sich seinen anderen Interessen, die er zeitlebens pflegte: Er war ein guter Klavierspieler, malte über 400 Bilder und schrieb zahllose Gedichte. Santasiere lebte in einer homosexuellen Beziehung mit einem jüngeren Mann zusammen, den er auch testamentarisch zu seinem Erben bestimmte.
Seine beste historische Elo-Zahl war 2556 im Januar 1947, damit lag er auf Platz 63 der Weltrangliste.

## Werke
In seinen Schriften war er ein Befürworter wagemutigen Gambitspiels, obwohl er in seinen eigenen Partien einen eher positionellen Stil pflegte. 1966 veröffentlichte er die Broschüre Santasiere's folly, or The opening with a future. Darin analysiert er die von ihm bevorzugte Form der Sokolski-Eröffnung mit 1. Sg1–f3 d7–d5 2. b2–b4 (ECO-Code A06), durch die mehr taktisch geprägte Varianten mit 1. b2–b4 e7–e5 vermieden werden. 1972 erschien sein Essay on chess, in dem er allgemeine Betrachtungen über das Schachspiel anstellt. Aus seinem Nachlass wurden zwei Bücher veröffentlicht: Romantic king's gambit in games and analysis (1992, ISBN 0-87568-215-4), eine Abhandlung über das Königsgambit, und My love affair with Tschigorin (1995, ISBN 0-87568-259-6), eine Partiesammlung über Michail Tschigorin.